# San Pedro Nonualco
San Pedro Nonualco é um município localizado no departamento de La Paz, em El Salvador.